# Domingo Troitiño
Domingo Troitiño Arranz, también conocido por el sobrenombre de Txomin (Tariego de Cerrato, 1955), es un terrorista español que, integrado en el comando Barcelona de la banda Euskadi Ta Askatasuna, participó, entre otros, en el atentado de Hipercor, con veintiuna víctimas mortales y otros 45 heridos. Fue condenado a un total de 1138 años de prisión. Tanto su hermano menor, Antonio, como su hijo, Jon Joseba, fueron también miembros de la organización.

## Biografía
Natural de la localidad palentina de Tariego de Cerrato, nació en 1955. Fue miembro, junto con Josefa Ernaga y Rafael Caride, del comando Barcelona original, que estuvo operativo desde 1986. Los tres terroristas perpetraron su primer atentado el 13 de septiembre de ese año, en la capital catalana, al hacer estallar un coche bomba cuando pasaba por el lugar un autobús en el que viajaban varios guardiaciviles. Pocos días después, el 24 de septiembre, atentaron también en la avenida Meridiana de Barcelona con un coche bomba que provocó la muerte de un joven.
El 19 de junio de 1987, los tres integrantes del comando cargaron un coche con doscientos kilogramos de explosivos y, después de que el propio Troitiño lo aparcara, lo detonaron en un centro comercial de la empresa Hipercor ubicado en la avenida Meridiana de Barcelona. En aquel atentado fallecieron un total de veintiuna personas, quince el día del atentado y seis después, por las heridas. Troitiño y Ernaga fueron detenidos el 5 de septiembre de 1987. En ese momento, se les había unido ya José Luis Gallastegui y entre todos preparaban más atentados. El 23 de octubre de 1989, la Audiencia Nacional condenó a 794 años de cárcel a cada uno de los dos, a Troitiño y Ernaga, por el atentado de Hipercor. Unos días más tarde, y aunque la pena fuese ya inoperante, volvieron a ser condenados, esta vez a una pena que sumaba 168 años de cárcel, por el atentado con coche bomba en la avenida Meridiana que habían cometido en 1986. Troitiño fue condenado, en total, a 1138 años de prisión.
Quedó en libertad en noviembre de 2013, tras la derogación de la doctrina Parot y por orden de la Audiencia Nacional, habiendo cumplido veintiséis años de prisión.